# Marmosops impavidus
Espèce
Répartition géographique
Statut de conservation UICN

 LC  : Préoccupation mineure
Marmosops impavidus est une espèce d'opossum de la famille des Didelphidae. Il est originaire de Colombie, du Pérou et d'Équateur.